# Meine Schwester und ich (1929)
Meine Schwester und ich ist ein deutsches Stummfilmlustspiel aus dem Jahre 1929 von Manfred Noa mit Mady Christians, Igo Sym und Jack Trevor in den Hauptrollen. Der Geschichte liegt das Bühnenstück Ma soeur et moi (1928) von Louis Verneuil und Georges Berr zugrunde.

## Handlung
Irgendwo in einem deutschen Duodezfürstentum. Prinzessin Margarete von Marquardstein, verwitwet und sehr hübsch, hat sich in den scheuen Bibliothekar ihres Schlosses, Dr. Gustav Müller, verguckt. Der ist aber derart schüchtern und besitzt überbordenden Respekt vor Titel und gesellschaftlichem Stand ihrer Hoheit, dass er ihr nicht einmal in die Augen zu blicken wagt, geschweige denn ihre Gefühle für ihn zu erkennen. Da Margarete ahnt, dass das zwischen ihnen beiden so nie etwas wird, wendet sie kurzerhand eine weibliche List an: Sie erzählt ihm die Mär von einer angeblichen Schwester, die einst die fürstliche Familie verlassen habe und nach Würzburg gegangen sei, um dort das einfache Leben einer Schuhverkäuferin zu führen. Margarete bittet Dr. Müller, mit einer Botschaft von ihr zu eben jener ominösen Schwester zu reisen, um ihr selbige zu überreichen. Gesagt – getan. Der Hofbibliothekar macht sich auf den Weg und trifft dort die angebliche Schwester, in Wahrheit niemand anderes als die Prinzessin höchstselbst. Jetzt, von gleichem Stand und auf Augenhöhe, können beide heftig miteinander flirten, bis Gustav endlich wagt, sich auch in Margarete zu verlieben.

## Produktionsnotizen
Meine Schwester und ich entstand im Juni/Juli 1929 im National Film-Atelier in Berlin-Tempelhof, passierte am 23. August 1929 die Zensur und wurde am 27. August 1929 in Berlins Beba-Palast Atrium uraufgeführt. Der mit Jugendverbot belegte Streifen besaß acht Akte, verteilt auf 2475 Metern Länge.
Heinz Blanke übernahm die Produktionsleitung, Hans Schönmetzler die Aufnahmeleitung. Alexander Ferenczy und Ferdinand Bellan gestalteten die Filmbauten.
Unabhängig von diesem Film komponierte zur gleichen Zeit Ralph Benatzky die Musik für das musikalische Lustspiel Meine Schwester und ich, das am 26. März 1930 am Komödienhaus in Berlin uraufgeführt wurde. Es basierte ebenfalls auf dem Stück von Louis Verneuil und Georges Berr.

## Kritiken
Ernst Jäger schrieb im Film-Kurier: „Gelungene Belustigungsversuche, ein wirklicher Schlager für das Familienprogramm, ein charmanter Mady-Christians-Film. (…) Größter Vorteil des Films: Sein mal anders aufgegriffenes Milieu, ein inmitten in der Pleiteauflösung begriffenes Schuhgeschäft, eine delikate Hofküche, bunte Studentenkneipen, und ein Würzburger Heurigen mit Liebespaaren und einer sanften Boxbeutelstimmung, Noa und seine Techniker arbeiten das alles mit viel Geschmack heraus.“
Im Berliner Tageblatt befand Leo Hirsch: „Manfred Noa macht den abgenutzten Spaß noch einmal hübsch und ganz lustig, und Puffy chargiert hervorragend. So leben wir, von Späßchen, von Mätzchen, von Reißern. Es ist im einzelnen alles ganz freundlich und nett und im ganzen ein Schablonenmuseum.“
Im Berlin am Morgen ist zu lesen: „Wenn dieser Film sich aus dem üblichen Milieu hebt, so hat er das in erster Linie der Konkurrenzunfähigkeit der übrigen Produktionen zu verdanken. Es ist ja erstaunlich, bis zu welchem Grad von Bescheidenheit einen die Schöpfungen unserer früh-senilen Lichtspielkunst schon erzogen haben.“